# Party for One
«Party for One» es una canción de la cantante canadiense Carly Rae Jepsen. Fue lanzada como el primer sencillo de su cuarto álbum de estudio Dedicated (2019), el 1 de noviembre de 2018, a través de los sellos 604 Records, School Boy Records e Interscope Records. La canción fue escrita por Jepsen, Tavish Crowe, Julia Karlsson y Anton Rundberg, y producida por Hightower y Captain Cuts.

## Lanzamiento
Jepsen publicó una imagen de sí misma en redes sociales el 30 de octubre de 2018, con el título «Party for One», confirmando los rumores de las redes sociales sobre el lanzamiento de la canción después de que fuera registrada en BMI. La canción fue publicada el 1 de noviembre de 2018, junto con un video musical.

## Recepción crítica
Tras su lanzamiento, «Party for One» recibió una aclamación crítica. Brittany Spanos de Rolling Stone llamó a la canción «optimista» y «burbujeante». Brooke Bajgrowicz de Billboard dijo que la canción está «dirigida por un ritmo eléctrico» y comparó su «sonido pop infeccioso» con «Call Me Maybe» y «I Really Like You». Escribiendo para Pitchfork, Bobby Finger sintió que «en el panteón de los himnos de ruptura pop, el nuevo sencillo de Jepsen carece del doloroso detalle de «Dancing on My Own» o la alquimia de Max Martin en «Since U Been Gone», pero es una indicación satisfactoria de eso. E•MO•TION podría tener una secuela pronto». Roisin O'Connor, de The Independent, llamó la canción una «joya reluciente de una pista de synth-pop».

## Video musical
El video musical, dirigido por Bardia Zeinali, se lanzó junto con la canción el 1 de noviembre de 2018. En el video se puede observar a Jepsen registrándose en un hotel para pasar la noche, luego se muestran escenas de otras personas en el mismo hotel solas en sus habitaciones, haciendo varias cosas como bailar, llorar, comer y maquillarse.
Roisin O'Connor de The Independent dijo que el video es «divertido, incluso si es un anuncio gigante para Absolut Vodka.»[cita requerida] El 11 de diciembre de 2018, Jepsen lanzó un video vertical de la canción en YouTube.

## Lista de canciones
Descarga digital — Streaming
| N.º | Título          | Duración |  |
| 1.  | «Party for One» | 3:04     |  |

## Presentaciones en vivo
Jepsen interpretó la canción en vivo por primera vez en The Tonight Show Starring Jimmy Fallon el 5 de noviembre de 2018.

## Posicionamiento en listas
| Lista (2018)                                 | Mejor posición |
| -------------------------------------------- | -------------- |
| Australia Digital Tracks (ARIA)              | 48             |
| Canadá (Canadian Hot 100)                    | 100            |
| Croacia (HRT)                                | 74             |
| Estados Unidos Pop Digital Songs (Billboard) | 20             |
| Irlanda (IRMA)                               | 98             |
| Japón (Japan Hot 100)                        | 68             |
| Japón Hot Overseas (Billboard)               | 5              |
| Nueva Zelanda Hot Singles (RMNZ)             | 19             |

## Historial de lanzamiento
| Región | Fecha                  | Formato                    | Discográfica                                      | Ref. |
| ------ | ---------------------- | -------------------------- | ------------------------------------------------- | ---- |
| Varios | 1 de noviembre de 2018 | Descarga digital Streaming | 604 Records School Boy Records Interscope Records |      |